# Distrito de Ahuaycha
El Distrito peruano de Ahuaycha es uno de los 18 distritos que conforman la Provincia de Tayacaja, ubicada en el Departamento de Huancavelica, bajo la administración del Gobierno regional de Huancavelica, Perú.
Desde el punto de vista jerárquico de la Iglesia católica, forma parte de la Diócesis de Huancavelica.

## Historia
El 14 de diciembre de 1954 fue creado el distrito de Ahuaycha por ley modificada n.º 12170, en el gobierno del Presidente Manuel A. Odría. 
En su territorio se encuentran restos arqueológicos de Llacta Ccolloy.
Posee en Purhuay una iglesia muy antigua, lugar de culto de los pobladores de la zona. Ahuaycha destaca por su cultura viva, la festividad de los carnavales es una de sus fiestas de más alegría donde se danza el tipaki tipaki.
Entre algunas referencias obtenidas en la historia del distrito de Ahuaycha se encuentra que, etimológicamente Ahuaycha se originó de la palabra quechua Ahuaha Huachana pampa o “Pampa donde nacen los bebes”, refiriendo que en tiempos remotos una mujer en estado de gestación pasaba con destino al Qosqo, siendo sorprendida por sus dolores de parto y dando luego a luz a dos hermosos bebes (huahuas) mellizos y por este motivo la mujer se quedó a poblar el Valle del Opamayu.
Se hace referencia que una cerámica recuperada en el lugar (200 a 900 d. C.), tenía el estilo elaboración de Warpa Cajas, lo que hace pensar que exista vínculo entre las poblaciones preincas del Valle del Opamayo, Ayacucho y Huancavelica. Además refieren que es probable que los primeros pobladores de Tayacaja fueron los Pocras (según Horacio Monge) en su libro “Creación Política de la Provincia de Tayacaja” que luego fueron conquistados por los Waris originarios de Ayacucho.
A finales del siglo XVI, Huancavelica resulta ser un emporio de riqueza, momento en el cual los españoles se reparten posesiones, y los propios españoles que no fueron beneficiados, estos colonizaron diferentes lugares aledaños como: Lircay, Castrovirreyna, Izcuchaca, los Valles de Opamayo, con el nombre de encomiendas o curatos que dependían de la intendencia de Guamanga. En la parte de Tayacaja algunos se establecieron en Huaribamba, convirtiéndole en un centro importante, otros se establecieron en Salcabamba, Acostambo, Mayocc y aledaños.
Las construcciones de viviendas siguieron la forma del cuadrilátero español, a la cabeza ubicaban el templo como símbolo de cristiandad, al frente el cabildo, a los costados las propiedades más importantes y luego las calles. En el caso del Valle del Opamayo, primero se establecieron en Pumari (Acraquia), este espacio resalta en la historia por cuanto los nativos fueron obligados a tejer hermosas bayetas y otros tejidos para su envío a España.
Todas las tierras conocidas ahora como Pillo, Pamuri, Ahuaycha, Purhuay, Yarccacancha, Acraquia, Putacca, Maraycucho, Huassapuquio, Colca, Oique, Matasenca, Rumichaca, hasta Ataura, pertenecían al ayllu Sanco Cuyop, cuyo cacique era Quichka Suco, que al ser bautizado por los colonizadores fue llamado Juan Quichka Suco. Los conquistadores, tomaron posesión del área que corresponde a la margen izquierda del Opamayo, comprendida por: Pillo, Pamuri, Acraquia, Yarccacancha. Rumichaca , Ahuaycha y Ataura.
Durante la época republicana, los pobladores participaron en las filas del Mariscal Andrés Avelino Cáceres o Tayta Cáceres, en las batallas de la resistencia contra la invasión del ejército chileno, principalmente en las batallas de Pucara, Marcavalle, Pazos, Izcuchaca, Carato, Concepción.

## Geografía
Ubicado a una altitud de 3264 m s. n. m. Tiene una extensión de 90,96 km². Este distrito tiene 31 poblados en su territorio.

## Población
La población de este distrito es de 5212 personas, según el censo realizado en 2007.

## Autoridades

### Municipales
- 2023-2026[3]
  - Alcalde: Glicerio Bujaico Congora, MOVIMIENTO REGIONAL AGUA.
  - Regidores: Leserio Villalba Carhuacusma, Eli Trinida Armes Aquino, Faustino Ramos Riveros, Francisca Gomez Saico, Carlos Quispe Aquino

## Personajes
Este distrito vio nacer al pintor César Yauri Huanay, quien luego de estudiar en la Escuela Nacional de Bellas Artes de Lima, y recorrer algunos países, se encuentra afincado actualmente en España.